# Lison-Pramaggiore Sauvignon
Il Lison-Pramaggiore Sauvignon è uno dei vini cui è riservata la DOC Lison-Pramaggiore.

## Caratteristiche organolettiche
- colore: giallo paglierino, talvolta dorato.
- odore: caratteristico, gradevole.
- sapore: asciutto, vellutato, caratteristico.

## Produzione
Provincia, stagione, volume in ettolitri
- Pordenone  (1990/91)  248,43
- Pordenone  (1991/92)  336,83
- Pordenone  (1992/93)  297,92
- Pordenone  (1993/94)  368,34
- Pordenone  (1994/95)  237,48
- Pordenone  (1995/96)  229,39
- Pordenone  (1996/97)  175,49
- Treviso  (1990/91)  265,44
- Treviso  (1991/92)  208,25
- Treviso  (1992/93)  265,3
- Treviso  (1993/94)  241,5
- Treviso  (1994/95)  269,92
- Treviso  (1995/96)  163,17
- Treviso  (1996/97)  230,44
- Venezia  (1990/91)  65,87
- Venezia  (1991/92)  1656,31
- Venezia  (1992/93)  2509,64
- Venezia  (1993/94)  2689,19
- Venezia  (1994/95)  2760,06
- Venezia  (1995/96)  3470,32
- Venezia  (1996/97)  3889,69